# Oleg Romantsev
Oleg Ivanovitj Romantsev (ryska: Олег Ивановин Романџев), född 4 januari 1954, är en rysk fotbollstränare.
Han var i många år tränare för FC Spartak Moskva och under två perioder rysk förbundskapten.
Romantsev tog som tränare över Spartak Moskva 1989 och ledde laget till en rad ligatitlar under 1990-talet.
Som spelare tog han olympiskt brons med Sovjet 1980.